# Hymenoepimecis cameroni
Hymenoepimecis cameroni là một loài tò vò trong họ Ichneumonidae.